# Kirche von Hemse

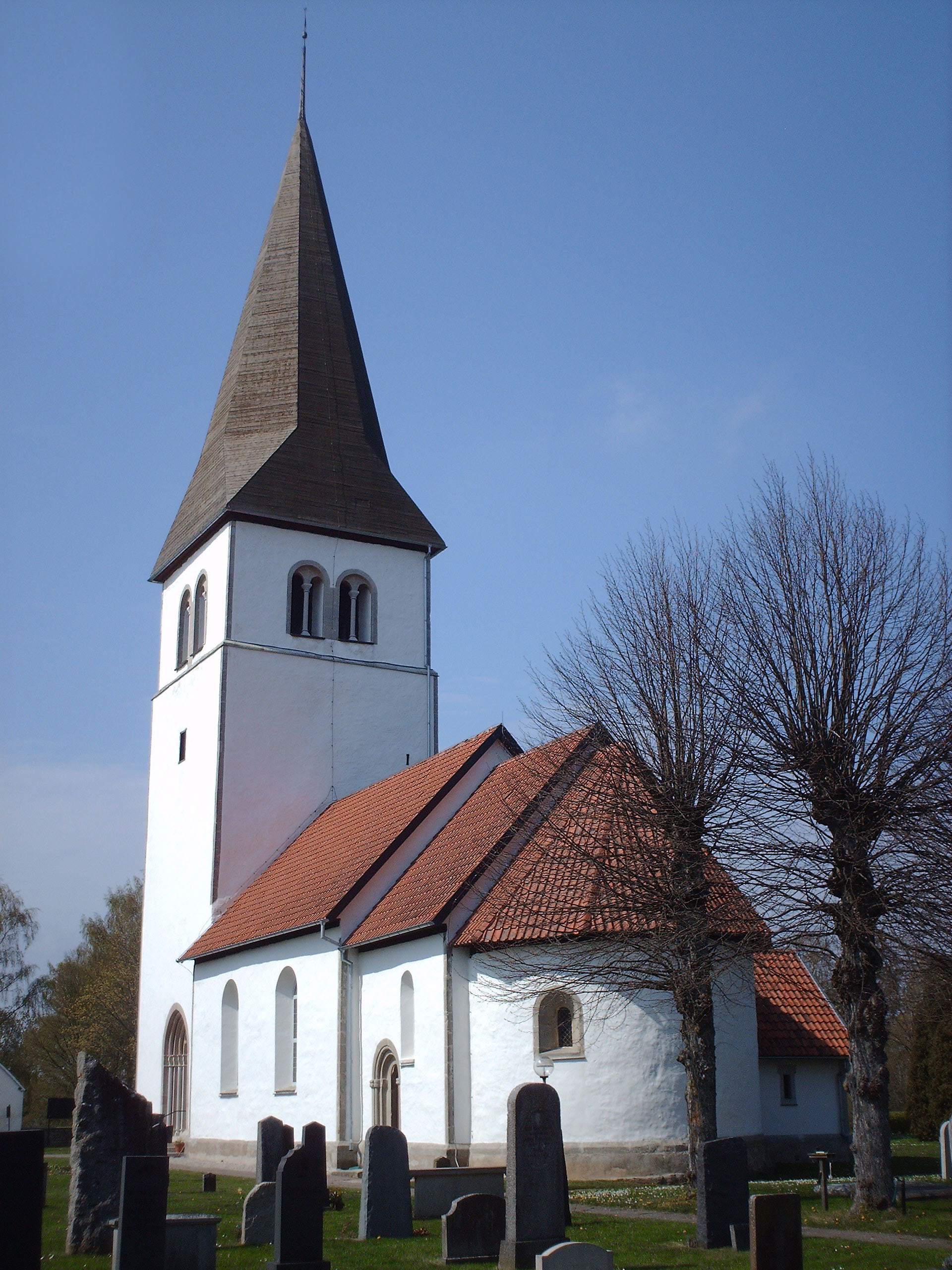
Kirche von Hemse

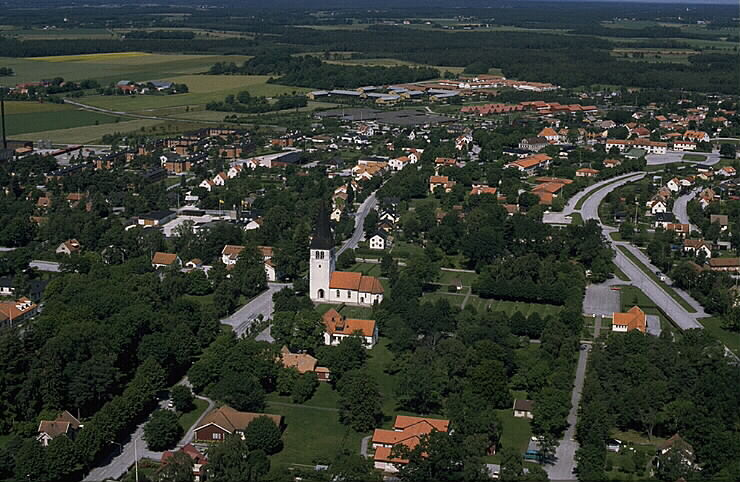
Kirche von Hemse

Die Kirche von Hemse ist eine im 13. Jahrhundert eingeweihte, überwiegend romanische Landkirche, die zur Kirchengemeinde (schwedisch Församling) Alva, Hemse och Rone församling gehört.  Sie liegt in Hemse im Landesinnern der schwedischen Insel Gotland, 45 km südlich von Visby.

## Kirchengebäude

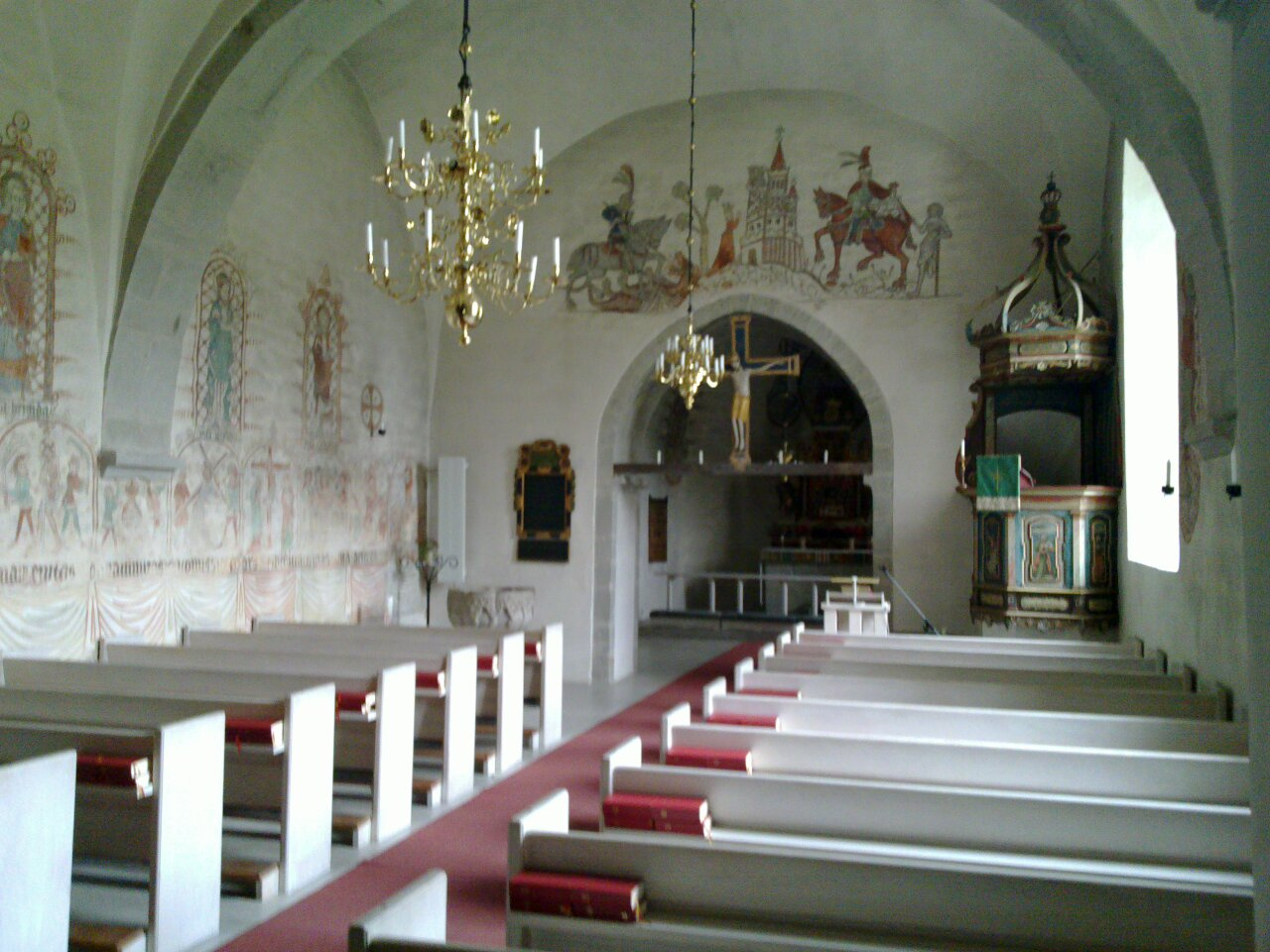
Kirche von Hemse, Gotland: Innenraum mit mittelalterlichen Wandmalereien

Die Kirche wurde am selben Ort errichtet, wie die vorherige Stabkirche von Hemse aus der ersten Hälfte des 12. Jahrhunderts, die jetzt im staatlichen historischen Museum in Stockholm rekonstruiert ist.  Bei der Restaurierung im Jahr 1896 entdeckte man Wandplanken dieser Holzkirche im heutigen Kirchboden.
Die heutige mittelalterliche Kirche besteht aus einem Langhaus und einem schmaleren Apsischor im Osten, die aus Sandstein gebaut sind, sowie einem aus Kalkstein gebauten Kirchturm im Westen.  Das Langhaus und der Chor stammen vom Anfang des 13. Jahrhunderts, während der Turm später im 13. Jahrhundert dazukam.  Die Sakristei auf der Nordseite des Chors ist von 1896.  Die Fassaden der Kirche sind weiß verputzt mit Eckketten, die aus Kalkstein gehauen sind.  Das Langhaus hat ein mit Ziegeln gedecktes Satteldach, während die Apsis ein gewölbtes Dach aufweist.  Der Turm hat rundbogige, säulenverzierte Schallöffnungen und wird von einer achteckigen Turmspitze gekrönt.  Von den drei Portalen der Kirche, dem Chorportal sowie dem nördlichen und dem südlichen Turmportal, ist das südliche Turmportal am stattlichsten und bildet den Haupteingang.  Dieser kam mit einer Modernisierung der Kirche um 1300 herum dazu, als man wahrscheinlich auch das ursprüngliche Südportal des Langhause auf die Nordseite des Turms verschob, das Kirchgewölbe errichtete  und der Turm sein Westfenster erhielt.  die Fensteröffnungen sind das Ergebnis von Vergrößerungen  in der Mitte des 19. Jahrhunderts.  Das einschiffige Langhaus ist im Innern durch zwei Zeltgewölbe gedeckt.  Ein schmaler, spitzbogiger Triumphbogen führt zum Chor.  Der Turmbogen ist bedeutend größer.  Der Turmraum (Läutekammer) und der Chor sind jeweils mit einem eigenen Zeltgewölbe gedeckt.

## Wandmalereien
Bei der Restaurierung von 1962 bis 1963 konnte der Architekt Olle Karth die mittelalterlichen Malereien der Kirche in ihrer ursprünglicheren Form  wieder hervorheben. Die Bilder sind eines der vielen Beispiel für mittelalterliche Wandmalereien auf Gotland.

## Ausstattung
- Das Triumphkreuz stammt vom Ende des 12. Jahrhunderts.
- Der Taufstein hat eine Schale im gotischen Stil aus dem 14. Jahrhundert. Sein Fuß ist aus dem späteren Teil des 12. Jahrhunderts und wird Hegvalds Werkstatt zugeschrieben.
- Im Turm hängt eine Kirchenglocke die vom Anfang des 15. Jahrhunderts stammt.
- Der Altar aus Sandstein wurde 1699 gestiftet.
- Die Kanzel ist von 1768.

### Orgel

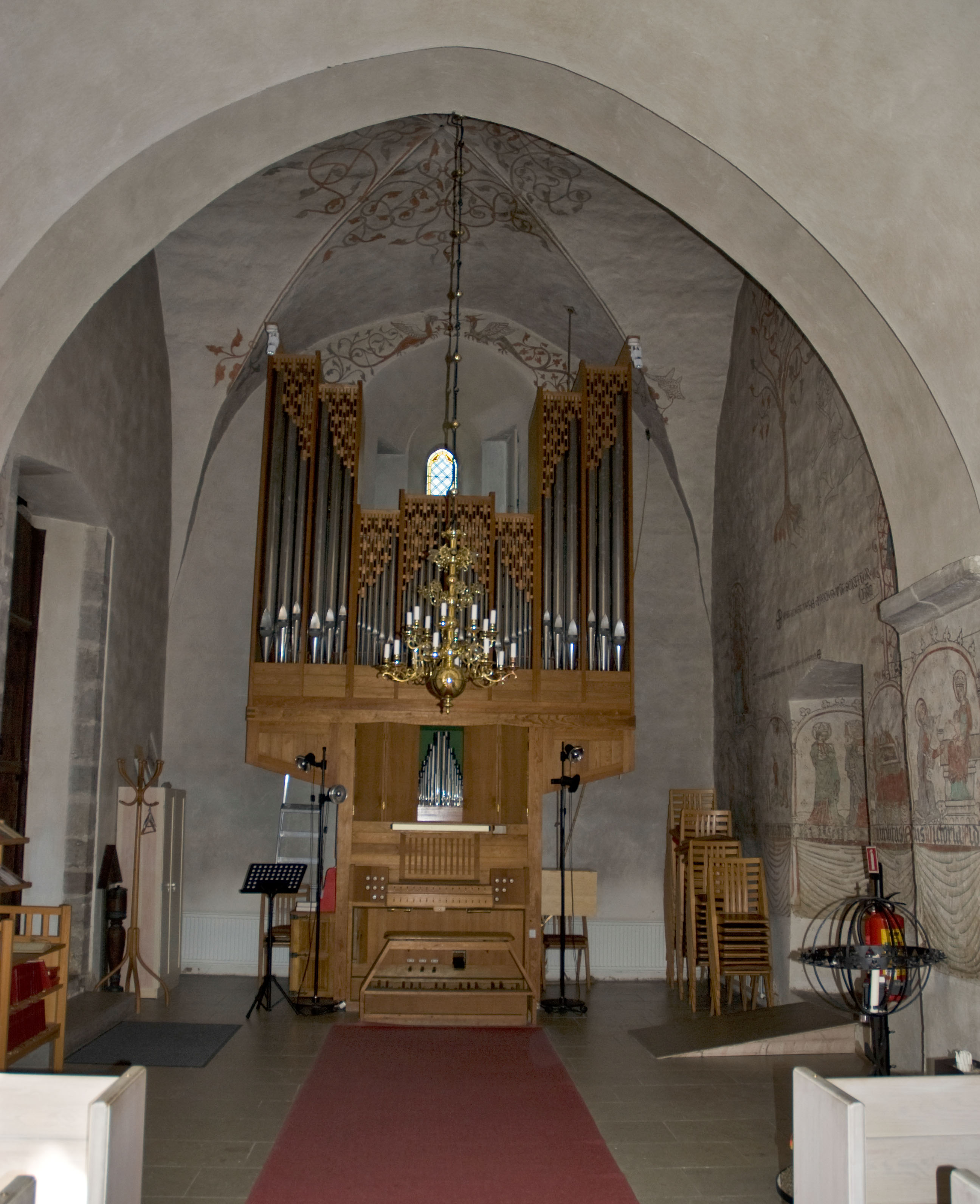
Blick durch den Kirchenraum, Orgel

Die Orgel wurde 1963 von der Firma Frobenius Orgelbyggeri aus Kopenhagen eingebaut. Die frühere Orgel wurde 1916 von Åkerman & Lund Orgelbyggeri aus Stockholm gebaut. Das Schleifladen-Instrument hat 13 Register auf zwei Manualen und Pedal. Die Trakturen sind mechanisch.
| I Hauptwerk C–g3 |           |    |
| 1.               | Rörflöjt  | 8′ |
| 2.               | Principal | 4′ |
| 3.               | Gedackt   | 4′ |
| 4.               | Waldflöjt | 2′ |
| 5.               | Mixtur IV |    |

| II Schwellwerk C–g3 |           |        |
| 6.                  | Gedackt   | 8′     |
| 7.                  | Rörflöjt  | 4′     |
| 8.                  | Principal | 2′     |
| 9.                  | Kvinta    | 1 3⁄5′ |
| 10.                 | Krumhorn  | 8′     |

| Pedalwerk C–f1 |           |     |
| 11.            | Subbas    | 16′ |
| 12.            | Principal | 8′  |
| 13.            | Nachthorn | 2′  |

- Koppeln: II/I, I/P, II/P